# Conus iodostoma
Espèce
Statut de conservation UICN

 LC  : Préoccupation mineure
Conus iodostoma est une espèce de mollusques gastéropodes marins de la famille des Conidae.
Comme toutes les espèces du genre Conus, ces escargots sont prédateurs et venimeux. Ils sont capables de « piquer » les humains et doivent donc être manipulés avec précaution, voire pas du tout.

## Description
La taille d'une coquille adulte varie entre 25 mm et 47 mm. La coquille est mince, étroite et quelque peu gonflée. La spire est finement striée. L'apex est pointu. Le verticille est strié vers la base. La couleur de la coquille est blanc-violet, nuancée de marron, avec des lignes tournantes de taches marron.

## Distribution
Cette espèce est présente dans l'océan Indien au large de Madagascar et Mozambique.

### Niveau de risque d’extinction de l’espèce
Selon l'analyse de l'UICN réalisée en 2011 pour la définition du niveau de risque d'extinction, cette espèce est présente autour de Madagascar et du Mozambique et au sud jusqu'au centre du Natal, vivant dans les zones intertidales et jusqu'à 20 m. Cependant, les enregistrements de Madagascar sont douteux dans l'étude de 2011. Cette espèce n'a pas de menaces majeures connues pour sa population. Une pollution localisée peut affecter les populations intertidales, mais l'IUCN ne pense pas qu'il s'agisse d'une menace majeure et, bien que sa coquille soit peu chère sur le marché, elle n'est pas facilement trouvée dans la plupart des régions. Elle a été évaluée comme étant de préoccupation mineure.

## Taxonomie

### Publication originale
L'espèce Conus iodostoma a été décrite pour la première fois en 1843 par l'éditeur et naturaliste britannique Lovell Augustus Reeve (1814-1865) dans la publication intitulée « Conchologia Iconica, or, illustrations of the shells of molluscous animals »,.

### Synonymes
- Asprella iodostoma (Reeve, 1843) · non accepté
- Conus (Asprella) iodostoma Reeve, 1843 · appellation alternative
- Conus hedgesi G. B. Sowerby III, 1913 · non accepté
- Conus rosaceus Kiener, 1849 · non accepté
- Conus superscriptus G. B. Sowerby III, 1877 · non accepté
- Graphiconus iodostoma (Reeve, 1843) · non accepté